# Wu-ling-jüan
Wu-ling-jüan (čínsky pchin-jinem Wǔlíngyuán, znaky 武陵源) je přírodní krajina v prefektuře Čang-ťia-ťie v provincii Chu-nan v Čínské lidové republice. Lokalita je známá především díky svému množství kvarcitových a pískovcových krasových útvarů, z nichž některé dosahují výšky až 200 m.
Pro svou jedinečnost byla celá oblast v roce 1992 zařazena na Seznam světového dědictví UNESCO.